# Cardamine tianqingiae
Cardamine tianqingiae är en korsblommig växtart som beskrevs av Al-shehbaz och David Edward Boufford. Cardamine tianqingiae ingår i släktet bräsmor, och familjen korsblommiga växter. Inga underarter finns listade i Catalogue of Life.